# Marduk
Marduk je akkadský bůh, který se v Babylónii za vlády Nabukadnesara I. (1125–1104 př. n. l.) stal nejvyšším bohem. Zajímavé je, že pronikl i do Asýrie, kde se stal populárním, a některé aspekty boha Aššura byly prakticky převzaty od Marduka.
Byl patronem města Babylon, kde měl velké množství funkcí, které se postupně rozšiřovaly: bůh zaklínání, moudrosti, léčitelství, určoval osudy, byl dárcem světla, byl považován za „pána bohů“ a za „stvořitele bohů svých otců“.
Nejstarší odkazy na tohoto boha pocházejí zhruba z roku 2500 př. n. l., ale tehdy se jednalo o okrajového, nevýznamného boha. Nárůst významu Marduka se datuje zhruba od 19. stol. př. n. l., jeho další vzestup závisel na postavení Babylonu. V době kolem vlády Chammurapiho (1792–1750 př. n. l.) začal být považován za syna Ey. V této době se stal Babylón centrem starobabylonské říše. V Chammurapiho zákoníku je již považován za syna Ey.

## Rodinné poměry
Ve starobabylonské a pozdější tradici není jeho předchozí rodokmen znám, neboť tehdy zcela jistě nebyl tak významným bohem.
- Otec: Ea
- Matka: Damgalnunna (Damkina)
- Bratr: Šamaš (sumersky Utu)
- Sestra: Ištar (Inanna)
- Manželka: Sarpanit

## Symboly
Jeho symbolem byl drak Mušchuššu a rýč.
Mušchuššu (sumersky mušchuš – zuřivý had) drak.
Podle mýtu Enúma eliš byl stvořen bohyní Tiamat, ale po její porážce ho bohové ochočili a on je pak provázel a pomáhal jim bojovat se zlem. Jeho sochy a reliéfy bývaly u chrámů, aby do nich neproniklo zlo.
Tento drak měl hadí tělo a hlavu, přední nohy měl lví a zadní orlí. Někdy může mít hlavu a tělo lva a ocas štíra nebo ptáka.

## Marduk v literatuře
Nejzákladnější doklad o Mardukovi je Enúma eliš, který byl napsán jako zdůvodnění toho, že se Marduk stal nejvyšším bohem. Dále se k němu vztahuje celá řada textů, v některých je líčen jako stvořitel světa, lidí, atd. Většina těchto mýtů má původ v jiných starších textech a Marduk tak převzal funkci některého staršího boha. V Asýrii nalezený text „Vzkříšení Béla Marduka“ identifikuje tohoto boha svou návazností na jeden sumerský text z kategorie tzv. Mýtů o Kuru se sumerským hadím bohem Asagem (Bél Marduk je vysvobozen z hory-hrobky, do níž byl podle sumerského textu uvězněn Asag, oba jsou titulováni jako Ušumgallu).
- Mýtus o Errovi
- Vzkříšení Béla Marduka
- Ludlul bél nímeki